# 1596
1596 је била преступна година.

## Догађаји
- Српски устанак у Херцеговачком санџаку (1596-1597) - Срби су подигли устанак на подручју Херцеговачког санџака, а на челу устаника налазио се чувени војвода Грдан, који је и током наредних година одржавао сарадњу са патријархом Јованом.

### Фебруар
- 5. фебруар — Јапански шогун Тојотоми Хидејоши је наредио да се погуби 26 католичких мисионара и преобраћеника.

### Септембар
- 19. септембар — Битка код Бреста (1596)

## Рођења

### Март
- 31. март — Рене Декарт, француски филозоф, математичар и научник (†11. фебруар 1650)

## Смрти

### Јануар
- 28. јануар — Френсис Дрејк, енглески гусар и адмирал (* 1540)